# Oberliga handboll i Östtyskland
Oberliga var den högsta inomhusligan i handboll i Östtyskland. Ligan introducerades 1964 men det fanns ett mästerskap från 1950. Den sista säsongen spelades säsongen 1990/1991 alltså avslutades serien först ett halvår efter DDR:s fall som självständig stat. Handbollsmästerskapet organiserades av Deutscher Handball-Verband (DHV)

## Historia
I Östtyskland började man spela ett eget mästerskap  1950, ett år efter grundandet av Tyska demokratiska republiken, med 12 lag, enligt ett ganska komplicerat format med flera kvalpooler och finalfaser. 1951 var endast sju lag anmälda. 1955 antogs ett format av mästerskapet som skulle behållas fram till 1964. Först 10, sedan 12 och upp till 20 lag uppdelades i två pooler och spelade mot varandra i hemma- och bortamatcher och vinnarna mötte varandra i den stora finalen. Det var inte förrän säsongen 1964-1965 som en klassisk serie med hemma- och bortaturnering genomfördes. Oberliga var en relativt liten liga sett till antalet lag, där endast tio lag spelade vanligtvis samma lag under hela tiden. En utökning av ligan gjordes först under de sista åren av dess existens.

## Män
Sedan mitten av 1960-talet har de fem (till en början sex) centralt statligt finansierade idrottsklubbarna varit bäst och de kämpade om mästerskapet. Klubbarnas rangordning efter maratontabellen:
- SC Magdeburg
- SC Empor Rostock
- SC Leipzig
- ASK Vorwärts Frankfurt/Oder
- SC Dynamo Berlin
- SC DHfK Leipzig (fram till 1975, då handbollslaget integrerades i SC Leipzig)

Sedan Oberliga startades har endast ett företags idrottsförening, BSG Wismut Aue, som inte tillhörde någon av dessa statligt understödda klubbar, kunnat vinna en medalj. BSG Wismut Aue kom på 3:e plats säsongen 1976/1977. Skillnaden i kvalitet gentemot andradivisionen var också mycket stor. Från början av 1980-talet lyckades ett uppflyttat lag hålla sig kvar i ligan i endast fyra fall - och två av dem på grund av att ligan utökades inför säsongen 1988/89. Eftersom DDR:s herrlandslag i handboll var ett av de starkaste handbollslagen i världen under många år, de blev olympiska mästare 1980. De bästa spelarna kunde inte välja en proffskarrär i utländska klubbar, Resultatet blev att Oberliga var en av de starkaste ligorna i världen, vilket också bevisas av många framgångar i Europacuperna för lagen.

## Turneringsformat
- 1950: Komplext format med tolv lag
- 1951–1954: Mästerskap med sex lag (delstats- och distriktsmästarna var kvalificerade), två grupper om tre, finalmatch.
- 1955–1963/64: DDR ligan under två säsonger med finalmatch mellan vinnarna.
- 1964/1965–1972/73: Oberliga med 10 lag, hemma och bortamöte.
- 1973/74: Oberliga med 10 lag, trippelomgång (första omgången på neutral plan).
- 1974/75–1976/77: Oberliga med 10 lag, dubbelomgång med ytterligare finalomgångar efter halvering av startfältet.
- 1977/78–1987/88: Oberliga med 10 lag.
- 1988/89–1990/91: Oberliga med 12 lag.

### Östtyska mästare (herrar)
- 1991 - Magdeburg
- 1990 - SC Berlin (spelade större delen av säsongen under namnet SC Dynamo Berlin)
- 1989 - ASK Vorwärts Frankfurt
- 1988 - Magdeburg
- 1987 - SC Empor Rostock
- 1986 - SC Empor Rostock
- 1985 - Magdeburg
- 1984 - Magdeburg
- 1983 - Magdeburg
- 1982 - Magdeburg
- 1981 - Magdeburg
- 1980 - Magdeburg
- 1979 - SC Leipzig
- 1978 . SC Empor Rostock
- 1977 - Magdeburg
- 1976 - Leipzig
- 1975-  ASK Vorwärts Frankfurt - Oder
- 1974 - ASK Vorwärts Frankfurt am Main/Oder
- 1973 - SC Empor Rostock
- 1972 - Leipzig
- 1971 - SC Dynamo Berlin
- 1970 - Magdeburg
- 1969 - SC Dynamo Berlin
- 1968 - SC Empor Rostock
- 1967 - SC Dynamo Berlin
- 1966 - SC DHfK Leipzig
- 1965 - SC DHfK Leipzig

## Före oberliga
- 1964 - ASK Vorwärts Berlin
- 1963 - Lokomotiv Südost Magdeburg
- 1962 - SC DHfK Leipzig
- 1961 - SC DHfK Leipzig
- 1960 - SC DHfK Leipzig
- 1959 - SC DHfK Leipzig
- 1958 - SC Lokomotiv Leipzig (cupvinnare). På grund av inomhus-VM i handboll i DDR spelades endast en cupturnering utan landslagsspelare.
- 1957 - SC Empor Rostock
- 1956 - SC Empor Rostock (SC Empor hade tagit över det första herrlaget i BSG Motor)
- 1955 - BSG Motor Rostock
- 1954 - BSG Motor Rostock
- 1953 - BSG Motor Rostock
- 1952 - SV Deutsche Volkspolizei Halle
- 1951 - SV Deutsche Volkspolizei Halle
- 1950 - SC Weißensee

## Kvinnor
Damernas liga spelades med tio lag under nästan hela existensen. Bara under det sista året utökades Oberliga till elva lag.

### Östtyska mästare (damer)
- 1991-  SC Leipzig
- 1990 - ASK Vorwärts Frankfurt/Oder
- 1989 - SC Empor Rostock
- 1988 - SC Leipzig
- 1987 - ASK Vorwärts Frankfurt/Oder
- 1986 - ASK Vorwärts Frankfurt/Oder
- 1985 - ASK Vorwärts Frankfurt/Oder
- 1984 - SC Leipzig
- 1983 - ASK Vorwärts Frankfurt/Oder
- 1982 - ASK Vorwärts Frankfurt/Oder
- 1981 - SC Magdeburg
- 1980 - Berlin TSC
- 1979 - Berlin TSC
- 1978 - SC Leipzig
- 1977 - Berlin TSC
- 1976 - SC Leipzig
- 1975 - SC Leipzig
- 1974 - Berlin TSC
- 1973 - SC Leipzig
- 1972 - SC Leipzig
- 1971 - SC Leipzig
- 1970 - SC Leipzig
- 1969 - SC Leipzig
- 1968 - SC Leipzig
- 1967 - SC Empor Rostock
- 1966 - SC Empor Rostock
- 1965 - SC Leipzig

## Före Oberliga
- 1964 - BSG Fortschritt Weißenfels
- 1963 - BSG Fortschritt Weißenfels
- 1962 - BSG Fortschritt Weißenfels
- 1961-  BSG Lokomotiv Rangsdorf
- 1960 - BSG Chemie Zeitz
- 1959 - BSG Fortschritt Weißenfels
- 1958 - BSG Fortschritt Weißenfels
- 1957 - SC Lokomotiv Leipzig
- 1956 - BSG Lokomotiv Rangsdorf
- 1955 - BSG Fortschritt Weißenfels
- 1954 - Einheit Weimar
- 1953 - BSG Rotation Leipzig-Mitte
- 1952 - SC Berlin-Weißensee
- 1951 - BSG KWU Weimar